# Chirisa
Koordinaten: 17° 30′ 0″ S, 28° 20′ 0″ O
Chirisa ist ein 1.200 km² großes Safarigebiet im Gebiet um Gokwe in der Provinz Midlands in Simbabwe. Chirisa liegt am Chizarira-Nationalpark.
Chirisa ist wie Thuli, Matetsi, Chete ein touristisches Jagdgebiet des Staates mit einer weitgehend ortsfesten Tierpopulation. Erlegt werden können je nach Saison außerhalb der Schonzeiten Elefanten, Löwen, Büffel, Leoparden, Kudu, Zebra, Wasserbock, Rotbock, Impala, Eland, Warzenschwein, Klippspringer, Hyänen, Buschschweine.